# Nikolaj Skoblin

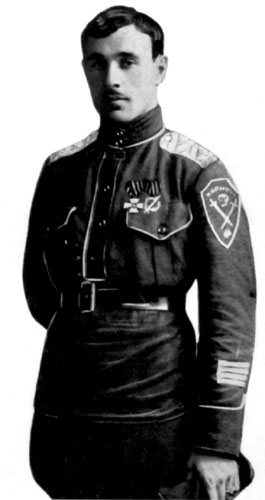
Nikolaj Skoblin (1918)

Nikolaj Vladimirovitsj Skoblin (Russisch: Николай Владимирович Скоблин) (Keizerrijk Rusland, 1892 – Barcelona Tweede Spaanse Republiek, 1937 of 1938?) was een Russisch generaal van het Witte leger tijdens de Russische Burgeroorlog en later een spion in dienst van de Russische geheime dienst.

## Biografie

### Burgeroorlog
Skoblin was een officier in het Witte leger van Aleksandr Koltsjak tijdens de Russische Burgeroorlog (1818-1920). Hij stond bekend om zijn onverschrokkenheid maar ook om zijn wreedheid. Bolsjewistische gevangenen liet hij zonder pardon ophangen of ter plekke executeren. Het verhaal wil dat Skoblin zijn latere vrouw Nadezjda Plevitskaja, een bekende zangeres en zigeunerschoonheid die rondreisde met de Rode troepen, oppakte tijdens een razzia in Koersk. Zij wist hem echter te verleiden en ontkwam zo aan de galg. De voor haar gevangenneming Boljewistisch denkende Plevitskaja haalde Skoblin later over om als dubbelspion voor de geheime Sovjetpolitie (GPOe, later de NKVD) te gaan werken, waarschijnlijk echter meer om hun hoge levensstandaard te kunnen handhaven dan vanuit idealistische motieven.

### Sovjet-agent
Na afloop van de Burgeroorlog emigreerde Skoblin met zijn vrouw via Bulgarije naar Parijs. Naar buiten toe was hij een actief anti-communistische Russische emigrant en drong hij door tot de hoogste kringen van de Russische Al-Militaire Unie, een contra-revolutionaire organisatie van voornamelijk voormalige tsaristische officieren die zich ten doel stelden het Sovjet-bewind omver te werpen en de monarchie in Rusland te herstellen. In de jaren dertig werd Skoblin, inmiddels geheim Sovjetagent, een vertrouweling van de leider van de Unie Jevgeni Miller. Het pleit voor de kwaliteiten van Skoblin als spion dat Miller hem klaarblijkelijk niet wenste te verdenken, ondanks herhaalde waarschuwingen en beschuldigende artikelen in Witte emigrantenkranten. Ook beschuldigingen van betrokkenheid bij de (overigens nooit geheel opgehelderde) ontvoering van Millers voorganger bij de Unie Aleksandr Koetepov wekte schijnbaar geen argwaan.

### Ontvoering van Miller
Op 22 september 1937 lokte Skoblin Miller naar een bijeenkomst met twee Duitse afgevaardigden om zogenaamd te praten over een geheime samenwerking tussen de nazi’s en de Unie. Het bleken echter geen Duitsers maar NKVD-agenten, verkleed als Duitse officieren. Ze bedwelmden Miller, stopten hem in een bootkoffer en smokkelden hem naar Rusland. Miller had echter een brief achtergelaten die slechts geopend mocht worden in geval hij niet terug mocht keren van de bijeenkomst met de Duitsers. In die brief sprak hij zijn verdenkingen uit tegen Skoblin en gaf hij aan dat deze nooit benoemd mocht worden tot zijn opvolger bij de Unie. De Franse politie zette een zoektocht op naar Skoblin, maar die bleek zich verschanst te houden in de Russische ambassade en ontkwam uiteindelijk naar Barcelona, waar de Republikeinse Spaanse regering weigerde hem uit te leveren.

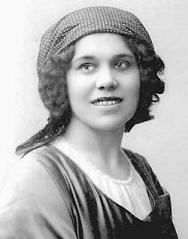
Skoblins vrouw, zangeres Nadezjda Plevitskaja

Skoblins vrouw Nadezhda Plevitskaja, die ook in het complot betrokken was, werd wel gearresteerd en overleed uiteindelijk in 1940 in gevangenschap. De NKVD had ondertussen Miller succesvol afgeleverd in Moskou, alwaar hij zwaar en langdurig werd gefolterd en uiteindelijk 19 maanden na zijn ontvoering, op 11 mei 1938, werd geëxecuteerd.

### Affaire Toechatsjevski
De opening van de Sovjetarchieven na de glasnost wierp ook nieuw licht op de rol van Skoblin in de complexe affaire Michail Toechatsjevski, de bekende Russische maarschalk die in 1938 werd geëxecuteerd op verdenking van spionage voor de Duitsers. Skoblin blijkt hier een rol van drievoudig-spion te hebben gespeeld, werkend voor zowel de contrarevolutionaire Russische Al-Militaire Unie, de NKVD als voor de Duitse Sicherheitsdienst. Op aangeven van de NKVD zette hij vanuit de Unie een lastercampagne op tegen Toechatsjevski en ondertussen informeerde hij Reinhard Heydrich, het hoofd van de Gestapo en de SD, dat Jozef Stalin Toechatsjevski ervan verdacht een staatsgreep voor te bereiden met behulp van de Duitsers. Toen Hitler hiervan op de hoogte werd gesteld besloot deze het spel mee te spelen en liet hij een aantal documenten vervalsen die de schuld van Toechatsjevski moesten aantonen. Deze documenten werden overgedragen aan Stalin, maar het dossier werd uiteindelijk niet gebruikt in het proces tegen Toechatsjevski: Stalin had klaarblijkelijk al op zijn eigen wijze voldoende beschuldigingen uit de aangeklaagden weten te krijgen.

### Dood
Er zijn verscheidene versies over de dood van Skoblin. Sovjet-spion Pavel Soedoplatov schrijft in zijn memoires dat hij in Barcelona omkwam tijdens een Duits bombardement in de Spaanse Burgeroorlog. De auteurs John Costello en Oleg Tsarev schrijven in hun boek Dodelijke illusies (1993) dat een andere Sovjet-spion, Aleksandr Orlov, zich in Spanje van hem ontdaan zou hebben. Victor Alexandrov speculeert echter in De Toechatsjevski affaire (1963) dat Skoblin in een kist vanuit Spanje naar Rusland gesmokkeld zou zijn en dat zijn lichaam daar eindigde in een anatomisch laboratorium. Orlov schrijft in zijn memoires De mars der tijd (2004), dat de NKVD Skoblin dwong ongedateerde liefdesbrieven te schrijven aan zijn vrouw, bedoeld om zijn vrouw stil te houden. Ook in Orlovs versie werd Skoblin naar Rusland gesmokkeld, zonder dat hij iets prijsgeeft over zijn einde.

## Trivia
- Het verhaal van Skoblin en Plevitskaja wordt door Vladimir Nabokov gefictionaliseerd in het verhaal De regieassistent.
- Over de affaire Miller maakte de Franse cineast Éric Rohmer in 2004 de film “Triple agent”.